# فيديريكو بلاتيرو
فيديريكو بلاتيرو (بالإسبانية: Federico Platero)‏ هو لاعب كرة قدم أوروغواياني في مركز الدفاع، ولد في 7 فبراير 1991 في مونتيفيديو في الأوروغواي. شارك مع منتخب الأوروغواي تحت 20 سنة لكرة القدم. أما مع النوادي، فقد لعب مع ديفينسور سبورتينغ ونادي أوسييك ونادي ويل.

## وصلات خارجية
- فيديريكو بلاتيرو على موقع الاتحاد الدولي (مؤرشف)  (الإنجليزية)
- فيديريكو بلاتيرو على موقع قاعدة بيانات كرة القدم.إي يو (الإنجليزية)
- فيديريكو بلاتيرو على موقع Soccerway.com (الإنجليزية)
- فيديريكو بلاتيرو على موقع عالم كرة القدم.نت (الإنجليزية)